# Mutemvija
Mutemvija je bila kraljica Egipta. Njeno ime je povezuje sa boginjom Mut. Bila je supruga faraona Tutmosa IV. S njim je imala sina Amenhotepa III koji ga je nasledio.
Mutemvija je zvana "kraljeva majka", "velika kraljeva žena" i "božja majka". Umrla je tokom vladavine svog sina. Bila je baka Ehnatona i prabaka Tutankamona.